# Llista de matxs pel campionat del món d'escacs
Aquesta és una llista dels matxs pel campionat del món d'escacs masculí. Abans del 1948, els matxs es varen organitzar privadament. Després del 1948, els aspirants surten normalment a partir d'un Torneig de Candidats.

## Llista de campionats del món d'escacs

### Campionats no oficials
| Any                                        | País seu                                   | Ciutat seu                                 | Campió del món                             | Aspirant(s)                                | Vict. (+)                                  | Derr. (−)                                  | Taules (=)                                 | Format |
| Campionats del món no oficials (1834–1886) | Campionats del món no oficials (1834–1886) | Campionats del món no oficials (1834–1886) | Campionats del món no oficials (1834–1886) | Campionats del món no oficials (1834–1886) | Campionats del món no oficials (1834–1886) | Campionats del món no oficials (1834–1886) | Campionats del món no oficials (1834–1886) | Campionats del món no oficials (1834–1886)                                                                     |
| ------------------------------------------ | ------------------------------------------ | ------------------------------------------ | ------------------------------------------ | ------------------------------------------ | ------------------------------------------ | ------------------------------------------ | ------------------------------------------ | --- |
| 1834                                       | Regne Unit                                 | Londres                                    | Louis de La Bourdonnais                    | Alexander McDonnell                        | 45                                         | 27                                         | 13                                         | |
| 1843                                       | Regne Unit                                 | Londres                                    | Pierre Saint-Amant                         | Howard Staunton                            | 3                                          | 2                                          | 1                                          | |
| 1843                                       | França                                     | París                                      | Howard Staunton                            | Pierre Saint-Amant                         | 11                                         | 6                                          | 4                                          | |
| 1846                                       | Regne Unit                                 | Londres                                    | Howard Staunton (2)                        | Bernhard Horwitz                           | 14                                         | 7                                          | 3                                          | |
| 1851                                       | Regne Unit                                 | Londres                                    | Adolf Anderssen                            | Marmaduke Wyvill                           | 4                                          | 2                                          | 1                                          | torneig d'eliminació directa, final al millor de 7                                                             |
| 1858                                       | França                                     | París                                      | Paul Morphy                                | Adolf Anderssen                            | 7                                          | 2                                          | 2                                          | |
| 1862                                       | Regne Unit                                 | Londres                                    | Adolf Anderssen                            | Louis Paulsen                              | 11                                         | 1                                          | 1                                          | torneig round robin, 14 jugadors                                                                               |
| 1866                                       | Regne Unit                                 | Londres                                    | Wilhelm Steinitz                           | Adolf Anderssen                            | 8                                          | 6                                          | 0                                          | |
| 1883                                       | Regne Unit                                 | Londres                                    | Johannes Zukertort                         | Wilhelm Steinitz                           | 22                                         | 4                                          | 0                                          | torneig round robin a doble volta, 14 jugadors                                                                 |
| Campionat del món no reconegut             |                                            |                                            |                                            |                                            |                                            |                                            |                                            | |
| 1992                                       | Iugoslàvia                                 | Sveti Stefan i Belgrad                     | Bobby Fischer                              | Borís Spasski                              | 10                                         | 5                                          | 15                                         | El primer en assolir 10 victòries, sense comptar les taules. Fischer va dir que això era un campionat del món. |

### Campionats oficials
| Any | País seu                                 | Ciutat seu | Campió del món                          | Aspirant(s)                             | Vict. (+)                               | Derr. (−)                               | Taules (=)                              | Format                                                                            |
| Campionats del món oficials (1886–1946) | Campionats del món oficials (1886–1946)  | Campionats del món oficials (1886–1946)                                                                                            | Campionats del món oficials (1886–1946) | Campionats del món oficials (1886–1946) | Campionats del món oficials (1886–1946) | Campionats del món oficials (1886–1946) | Campionats del món oficials (1886–1946) | Campionats del món oficials (1886–1946)                                           |
| --- | ---------------------------------------- | --- | --------------------------------------- | --------------------------------------- | --------------------------------------- | --------------------------------------- | --------------------------------------- | --------------------------------------------------------------------------------- |
| 1886 | Estats Units                             | Nova York Saint Louis Nova Orleans                                                                                                 | Wilhelm Steinitz                        | Johannes Zukertort                      | 10                                      | 5                                       | 5                                       | el primer en assolir 10 victòries                                                 |
| 1889 | Cuba                                     | L'Havana | Wilhelm Steinitz (2)                    | Mikhail Chigorin                        | 10                                      | 6                                       | 1                                       | al millor de 20 + desempat                                                        |
| 1891 | Estats Units                             | Nova York | Wilhelm Steinitz (3)                    | Isidor Gunsberg                         | 6                                       | 4                                       | 9                                       | al millor de 20 + desempat                                                        |
| 1892 | Cuba                                     | L'Havana | Wilhelm Steinitz (4)                    | Mikhail Chigorin                        | 8+2                                     | 8                                       | 4+1                                     | al millor de 20 + desempat                                                        |
| 1894 | Estats Units i · Canadà                  | Nova York Filadèlfia Mont-real | Emanuel Lasker                          | Wilhelm Steinitz                        | 10                                      | 5                                       | 4                                       | primer en assolir deu victòries                                                   |
| 1897 | Rússia                                   | Moscou | Emanuel Lasker (2)                      | Wilhelm Steinitz                        | 10                                      | 2                                       | 5                                       | primer en assolir deu victòries                                                   |
| 1907 | Estats Units                             | Nova York Filadèlfia Washington, D.C. Baltimore Chicago Memphis                                                                    | Emanuel Lasker (3)                      | Frank Marshall                          | 8                                       | 0                                       | 7                                       | primer en assolir 8 victòries                                                     |
| 1908 | Imperi Alemany                           | Düsseldorf Múnic | Emanuel Lasker (4)                      | Siegbert Tarrasch                       | 8                                       | 3                                       | 5                                       | primer en assolir 8 victòries                                                     |
| 1910 | Imperi Austrohongarès i · Imperi Alemany | Viena Berlín | Emanuel Lasker (5)                      | Carl Schlechter                         | 1                                       | 1                                       | 8                                       | al millor de 10; estava en diputa si l'aspirant havia de guanyar per 1 o 2 punts; |
| 1910 | Imperi Alemany                           | Berlín | Emanuel Lasker (6)                      | Dawid Janowski                          | 8                                       | 0                                       | 3                                       | primer en assolir 8 victòries                                                     |
| 1921 | Cuba                                     | L'Havana | José Raúl Capablanca                    | Emanuel Lasker                          | 4                                       | 0                                       | 10                                      | al millor de 24; Emanuel Lasker va abandonar després de 14 partides               |
| 1927 | Argentina                                | Buenos Aires | Aleksandr Alekhin                       | José Raúl Capablanca                    | 6                                       | 3                                       | 25                                      | primer en assolir 6 victòries                                                     |
| 1929 | Alemanya i · Països Baixos               | Wiesbaden Heidelberg Berlín La Haia                                                                                                | Aleksandr Alekhin (2)                   | Iefim Bogoliúbov                        | 11                                      | 5                                       | 9                                       | primer en assolir 6 victòries i 15 punts                                          |
| 1934 | Alemanya Nazi                            | 10 ciutatsBaden-Baden Villingen-Schwenningen Freiburg im Breisgau Pforzheim Stuttgart Múnic Bayreuth Bad Kissingen Mannheim Berlín | Aleksandr Alekhin (3)                   | Iefim Bogoliúbov                        | 8                                       | 3                                       | 15                                      | primer en assolir 6 victòries i 15 punts                                          |
| 1935 | Països Baixos                            | 13 ciutatsAmsterdam Delft Rotterdam Utrecht Gouda La Haia Groningen Baarn Den Bosch Eindhoven Zeist Ermelo Zandvoort               | Max Euwe                                | Aleksandr Alekhin                       | 9                                       | 8                                       | 13                                      | primer en assolir 6 victòries i 15 punts                                          |
| 1937 | Països Baixos                            | 7 ciutatsLa Haia Rotterdam Amsterdam Haarlem Leiden Groningen Delft                                                                | Aleksandr Alekhin (4)                   | Max Euwe                                | 10                                      | 4                                       | 11                                      | primer en assolir 6 victòries i 15 punts                                          |
| Interregne (1946–1948) |                                          | |                                         |                                         |                                         |                                         |                                         |                                                                                   |
| Aleksandr Alekhin va morir el 1946 com a campió mundial regnant. |                                          | |                                         |                                         |                                         |                                         |                                         |                                                                                   |
| Campionats del món de la FIDE (1948–1993) |                                          | |                                         |                                         |                                         |                                         |                                         |                                                                                   |
| 1948 | Països Baixos i · Unió Soviètica         | La Haia Moscou | Mikhaïl Botvínnik                       | Vassili Smislov                         | 14 punts sobre 20                       | 14 punts sobre 20                       | 14 punts sobre 20                       | 5-jugadors, 5-voltes torneig round-robin                                          |
| 1951 | Unió Soviètica                           | Moscou | Mikhaïl Botvínnik (2)                   | David Bronstein                         | 5                                       | 5                                       | 14                                      | al millor de 24                                                                   |
| 1954 | Unió Soviètica                           | Moscou | Mikhaïl Botvínnik (3)                   | Vassili Smislov                         | 7                                       | 7                                       | 10                                      | al millor de 24                                                                   |
| 1957 | Unió Soviètica                           | Moscou | Vassili Smislov                         | Mikhaïl Botvínnik                       | 6                                       | 3                                       | 13                                      | al millor de 24                                                                   |
| 1958 | Unió Soviètica                           | Moscou | Mikhaïl Botvínnik (4)                   | Vassili Smislov                         | 7                                       | 5                                       | 11                                      | al millor de 24                                                                   |
| 1960 | Unió Soviètica                           | Moscou | Mikhail Tal                             | Mikhaïl Botvínnik                       | 6                                       | 2                                       | 13                                      | al millor de 24                                                                   |
| 1961 | Unió Soviètica                           | Moscou | Mikhaïl Botvínnik (5)                   | Mikhail Tal                             | 10                                      | 5                                       | 6                                       | al millor de 24                                                                   |
| 1963 | Unió Soviètica                           | Moscou | Tigran Petrossian                       | Mikhaïl Botvínnik                       | 5                                       | 2                                       | 15                                      | al millor de 24                                                                   |
| 1966 | Unió Soviètica                           | Moscou | Tigran Petrossian (2)                   | Borís Spasski                           | 4                                       | 3                                       | 17                                      | al millor de 24                                                                   |
| 1969 | Unió Soviètica                           | Moscou | Borís Spasski                           | Tigran Petrossian                       | 6                                       | 4                                       | 13                                      | al millor de 24                                                                   |
| 1972 | Islàndia                                 | Reykjavík | Bobby Fischer                           | Borís Spasski                           | 7                                       | 3                                       | 11                                      | al millor de 24                                                                   |
| 1975 | Filipines                                | Manila | Anatoli Kàrpov                          | Bobby Fischer                           | by default                              | by default                              | by default                              | primer en assolir 10 victòries                                                    |
| 1978 | Filipines                                | Baguio | Anatoli Kàrpov (2)                      | Víktor Kortxnoi                         | 6                                       | 5                                       | 21                                      | primer en assolir 6 victòries                                                     |
| 1981 | Itàlia                                   | Kurhaus Merano | Anatoli Kàrpov (3)                      | Víktor Kortxnoi                         | 6                                       | 2                                       | 10                                      | primer en assolir 6 victòries                                                     |
| 1984 | Unió Soviètica                           | Moscou | Sense guanyador                         | Anatoli Kàrpov / Garri Kaspàrov         | 5                                       | 3                                       | 40                                      | primer en assolir 6 victòries; matx inacabat                                      |
| 1985 | Unió Soviètica                           | Moscou | Garri Kaspàrov                          | Anatoli Kàrpov                          | 5                                       | 3                                       | 16                                      | al millor de 24                                                                   |
| 1986 | Regne Unit i · Unió Soviètica            | Londres Leningrad | Garri Kaspàrov (2)                      | Anatoli Kàrpov                          | 5                                       | 4                                       | 15                                      | al millor de 24                                                                   |
| 1987 | Espanya                                  | Sevilla | Garri Kaspàrov (3)                      | Anatoli Kàrpov                          | 4                                       | 4                                       | 16                                      | al millor de 24                                                                   |
| 1990 | Estats Units i · França                  | Nova York Lió | Garri Kaspàrov (4)                      | Anatoli Kàrpov                          | 4                                       | 3                                       | 17                                      | al millor de 24                                                                   |
| Campionats del món clàssics (1993–2006) |                                          | |                                         |                                         |                                         |                                         |                                         |                                                                                   |
| El Campió del Món Garri Kaspàrov i l'aspirant Nigel Short es varen separar de la FIDE, l'organisme dirigent dels escacs mundials, i varen jugar el seu matx sota els auspicis de la Professional Chess Association. |                                          | |                                         |                                         |                                         |                                         |                                         |                                                                                   |
| 1993 | Regne Unit                               | Londres | Garri Kaspàrov (5)                      | Nigel Short                             | 6                                       | 1                                       | 13                                      | al millor de 24                                                                   |
| 1995 | Estats Units                             | Nova York | Garri Kaspàrov (6)                      | Viswanathan Anand                       | 4                                       | 1                                       | 13                                      | al millor de 20                                                                   |
| 2000 | Regne Unit                               | Londres | Vladímir Kràmnik                        | Garri Kaspàrov                          | 2                                       | 0                                       | 13                                      | al millor de 16                                                                   |
| 2004 | Suïssa                                   | Brissago | Vladímir Kràmnik (2)                    | Péter Lékó                              | 2                                       | 2                                       | 10                                      | al millor de 14                                                                   |
| Campionats del món de la FIDE (1993–2006) |                                          | |                                         |                                         |                                         |                                         |                                         |                                                                                   |
| Garri Kaspàrov fou desposseït del seu títol de la FIDE després que ell i l'aspirant Nigel Short se'n separessin el 1993. Anatoli Kàrpov, anterior campió i aspirant al campionat del món de la FIDE de 1990, fou proclamat campió del món regnant. Començant amb el Campionat del món d'escacs de la FIDE de 1996, la FIDE les seves regles de manera que el campió regnant ja no estava classificat automàticament per la final.. |                                          | |                                         |                                         |                                         |                                         |                                         |                                                                                   |
| 1993 | Països Baixos i · Indonesia              | Zwolle Arnhem Amsterdam Jakarta | Anatoli Kàrpov (4)                      | Jan Timman                              | 6                                       | 2                                       | 13                                      | al millor de 24                                                                   |
| 1996 | Rússia                                   | Elistà | Anatoli Kàrpov (5)                      | Gata Kamsky                             | 6                                       | 3                                       | 9                                       | al millor de 20                                                                   |
| 1998 | Països Baixos i · Suïssa                 | Groningen Lausanne | Anatoli Kàrpov (6)                      | Viswanathan Anand                       | 2+2                                     | 2                                       | 2                                       | torneig d'eliminació directa amb finals al millor de 6 + desempats                |
| 1999 | Estats Units                             | Las Vegas | Aleksandr Khalifman                     | Vladímir Akopian                        | 2                                       | 1                                       | 3                                       | torneig d'eliminació directa amb finals al millor de 6 + desempats                |
| 2000 | Índia i · Iran                           | Nova Delhi Teheran | Viswanathan Anand                       | Aleksei Xírov                           | 3                                       | 0                                       | 1                                       | torneig d'eliminació directa amb finals al millor de 6 + desempats                |
| 2002 | Rússia                                   | Moscou | Ruslan Ponomariov                       | Vassil Ivantxuk                         | 2                                       | 0                                       | 5                                       | torneig d'eliminació directa amb finals al millor de 8 + desempats                |
| 2004 | Líbia                                    | Tripoli | Rustam Kassimdjanov                     | Michael Adams                           | 2+1                                     | 2                                       | 2+1                                     | torneig d'eliminació directa amb finals al millor de 6 + desempats                |
| 2005 | Argentina                                | Potrero de los Funes San Luis | Vesselín Topàlov                        | Viswanathan Anand · Piotr Svídler       | 10 punts de 14                          | 10 punts de 14                          | 10 punts de 14                          | torneig round robin a doble volta, 8 jugadors                                     |
| Campionat del món d'escacs (2006–actualitat) |                                          | |                                         |                                         |                                         |                                         |                                         |                                                                                   |
| 2006 | Rússia                                   | Elistà | Vladímir Kràmnik (3)                    | Vesselín Topàlov                        | 3+2                                     | 3+1                                     | 6+1                                     | al millor de 12 + desempats                                                       |
| 2007 | Mèxic                                    | Mexico City | Viswanathan Anand (2)                   | Vladímir Kràmnik · Borís Guélfand       | 9 punts de 14                           | 9 punts de 14                           | 9 punts de 14                           | torneig de tots contra tots a doble volta, 8 jugadors                             |
| 2008 | Alemanya                                 | Bonn | Viswanathan Anand (3)                   | Vladímir Kràmnik                        | 3                                       | 1                                       | 7                                       | al millor de 12 + desempats                                                       |
| 2010 | Bulgària                                 | Sofia | Viswanathan Anand (4)                   | Vesselín Topàlov                        | 3                                       | 2                                       | 7                                       | al millor de 12 + desempats                                                       |
| 2012 | Rússia                                   | Moscou | Viswanathan Anand (5)                   | Borís Guélfand                          | 1+1                                     | 1                                       | 10+3                                    | al millor de 12 + desempats                                                       |
| 2013 | Índia                                    | Chennai | Magnus Carlsen                          | Viswanathan Anand                       | 3                                       | 0                                       | 7                                       | al millor de 12 + desempats                                                       |
| 2014 | Rússia                                   | Sotxi | Magnus Carlsen (2)                      | Viswanathan Anand                       | 3                                       | 1                                       | 7                                       | al millor de 12 + desempats                                                       |
| 2016 | Estats Units                             | Nova York | Magnus Carlsen (3)                      | Serguei Kariakin                        | 1+2                                     | 1                                       | 10+2                                    | al millor de 12 + desempats                                                       |
| 2018 | Regne Unit                               | Londres | Magnus Carlsen (4)                      | Fabiano Caruana                         | 0+3                                     | 0                                       | 12                                      | al millor de 12 + desempats                                                       |
| 2021 | Emirats Àrabs Units                      | Dubai | Magnus Carlsen (5)                      | Ian Nepómniasxi                         | 4                                       | 0                                       | 7                                       | al millor de 14 + desempats                                                       |
| 2023 | Kazakhstan                               | Astanà | Ding Liren                              | FIDE Ian Nepomniachtchi                 | 3+1                                     | 3                                       | 8+3                                     |                                                                                   |
| 2024 | Singapur                                 | Singapur | Gukesh Dommaraju                        | Ding Liren                              |                                         |                                         |                                         |                                                                                   |

## Campions diversos cops
Els campions no oficials no compten.
| Títols | Jugador                                   | País                                 |
| ------ | ----------------------------------------- | ------------------------------------ |
| 6      | Emanuel Lasker                            | Imperi Alemany                       |
| 6      | Anatoli Kàrpov (3 quan estava dividit)    | Unió Soviètica · Rússia              |
| 6      | Garri Kaspàrov (2 quan estava dividit)    | Unió Soviètica · Rússia              |
| 5      | Mikhaïl Botvínnik                         | Unió Soviètica                       |
| 5      | Viswanathan Anand (1 quan estava dividit) | Índia                                |
| 4      | Wilhelm Steinitz                          | Imperi Austrohongarès · Estats Units |
| 4      | Aleksandr Alekhin                         | França                               |
| 4      | Magnus Carlsen                            | Noruega                              |
| 3      | Vladímir Kràmnik (2 quan estava dividit)  | Rússia                               |
| 2      | Tigran Petrossian                         | Unió Soviètica                       |